# Попов, Александр Васильевич (Герой Советского Союза)
Александр Васильевич Попов (1919—1941) — советский военный лётчик. Участник Великой Отечественной войны. Герой Советского Союза (1941, посмертно). Младший лейтенант. 3 сентября 1941 года восточнее озера Вепукке Калининской области на истребителе И-16 таранил немецкую танковую колонну.

## Биография
Александр Васильевич Попов родился 31 декабря 1919 года в деревне Иванцево Великолукского уезда Псковской губернии РСФСР (ныне район современного дачного посёлка Иванцево Лычёвской волости Великолукского района Псковской области Российской Федерации) в крестьянской семье Василия Дмитриевича и Анастасии Михайловны Поповых. Русский.
Окончил четыре класса Снедевской начальной школы. В первой половине 1930-х годов семья Поповых переехала в Великие Луки. Здесь Александр Васильевич в 1937 году окончил 3 класса средней школы № 66 Калининской железной дороги. Во время учёбы занимался в аэроклубе Осоавиахима. До призыва на военную службу работал слесарем в паровозном депо.
В ряды Рабоче-крестьянской Красной Армии А. В. Попов был призван в апреле 1938 года. В 1939 году окончил Одесскую военную школу пилотов. Службу в Красном воздушном флоте Александр Васильевич начал на аэродроме Поздеевка Амурской области Хабаровского края младшим лётчиком 29-го истребительного авиационного полка Дальневосточного фронта. С началом Великой Отечественной войны полк, в котором служил младший лейтенант Попов, был переброшен на Северо-Западный фронт и 12 июля 1941 года был включён в состав 31-й смешанной авиационной дивизии. В боях с немецко-фашистскими захватчиками А. В. Попов с 13 июля 1941 года. Воевал на истребителе И-16. Лётчики 29-го истребительного авиационного полка осуществляли прикрытие подразделений 29-й армии, патрулируя воздушное пространство в районах Вышнего Волочка, станции Бологое, Осташкова, Андреаполя, Селижарово, Фирово, Торжка, Кувшиново.
С 21 июля 1941 года полк в составе своей дивизии воевал на Западном фронте. С 22 июля 1941 года лётный состав полка, выполняя по 4-5 вылетов в день, сопровождал бомбардировщики, производил штурмовки войск противника в районах Демидова, Велижа, Невеля, Усмыни, Новосокольников, охранял районы выгрузки прибывающих на фронт воинских эшелонов на станциях Старая Торопа и Западная Двина, осуществлял прикрытие наземных войск 29-й и 22-й армий, вёл разведку транспортных магистралей, переднего края и ближних тылов противника. 23 июля 1941 года в паре с младшим лейтенантом Л. З. Муравицким Александр Васильевич в районе станции Новосокольники сбил немецкий истребитель Ме-109. 8 августа 1941 года младший лейтенант Попов участвовал в групповом воздушном бою, во время которого было сбито 8 немецких бомбардировщиков Ю-88, один из которых был записан на его личный счёт. Всего к началу сентября А. В. Попов совершил 160 успешных боевых вылетов, в том числе на разведку — 39, на штурмовку — 18, на сопровождение бомбардировщиков — 17, на прикрытие наземных войск — 61, на перехват самолётов противника — 23. Провёл 22 воздушных боя, в которых сбил 3 вражеских самолёта лично и 11 в составе группы.
Утром 3 сентября 1941 года в условиях низкой облачности и дождя звено истребителей И-16 в составе командира звена старшего лейтенанта В. П. Хомусько и лётчиков А. В. Попова и Л. З. Муравицкого вылетело на разведку дорог. Обнаружив колонну немецких танков и автомашин, звено повернуло обратно. Восточнее озера Вепукке лётчики отразили атаку немецких истребителей, сбив один Ме-109, но при пересечении линии фронта попали под плотный зенитный огонь. Командир звена проскочил, но два других И-16 получили серьёзные повреждения. Раненый в голову Муравицкий сумел пересечь линию фронта и посадить самолёт на своей территории. Младший лейтенант А. В. Попов направил объятый пламенем самолёт в колонну немецких танков.
Указом Президиума Верховного Совета СССР от 22 октября 1941 года за образцовое выполнение боевых заданий командования на фронте борьбы с немецкими захватчиками и проявленные при этом отвагу и геройство младшему лейтенанту Попову Александру Васильевичу было присвоено звание Героя Советского Союза посмертно.

## Награды
- Медаль «Золотая Звезда» (22.10.1941, посмертно);
- орден Ленина (22.10.1941, посмертно).

## Память
- В Великих Луках установлена мемориальная доска на фасаде корпуса № 2 МБОУ «Средняя общеобразовательная школа №6 им. Героя Советского Союза А. В. Попова».

## Документы
- Обобщенный банк данных «Мемориал». Дата обращения: 6 ноября 2012. Архивировано из оригинала 10 мая 2012 года.

ЦАМО, ф. 33, оп. 11458, д. 28. Дата обращения: 6 ноября 2012. Архивировано 30 декабря 2012 года.
ЦАМО, ф. 33, оп. 11458, д. 15. Дата обращения: 6 ноября 2012. Архивировано 30 декабря 2012 года.